# Bajánsenye
Bajánsenye (hongrois : Bajánsenye [ˈbɒjaːnʃɛɲɛ] ; allemand : Weinhaus-Schweinach) est une localité hongroise située dans le comitat de Vas. 

## Nom et attributs

### Héraldique
Le blason actuel de Bajánsenye intègre des éléments issus des armoiries historiques des villages qui ont été fusionnés pour former la commune, à l'exception des symboles agricoles comme l'épi de blé ou la grappe de raisin. On y retrouve notamment la représentation du soleil, de la lune et des étoiles, proches de celles que l'on trouve dans le blason de la Transylvanie. Cette similarité a contribué à nourrir l'idée selon laquelle les habitants de l'Őrség seraient d'origine sicule.
Un autre élément notable est la présence d'une grue de garde, figurant à l'origine dans le blason de Senyeháza, et traditionnellement interprétée en héraldique comme un symbole de vigilance et de protection.
Le blasonnement est comme suit :
D'azur, au soleil d'or rayonnant, à la lune d'argent et à trois étoiles du même, accompagnés d'une grue d'argent, patte levée tenant un caillou.

## Site et localisation

### Topographie et hydrographie
Située dans l'extrême sud-ouest du comitat de Vas, Bajánsenye se trouve à la lisière du parc national de l'Őrség et à proximité immédiate de la frontière slovène. La localité est distante d'environ 7 km d'Őriszentpéter, de 30 km de Szentgotthárd et de Körmend, et de 63 km de Szombathely. Elle constitue la seconde agglomération en importance de la micro-région, dont elle est l'un des centres économiques et culturels.
Bajánsenye est implantée dans la vallée de la Kerka, bordée au sud-ouest par des collines abruptes formant les contreforts du massif de la Kerka, issu d'un ancien cône de déjection du paléo-Mur. Ces collines sont entrecoupées de vallées jeunes, laissant subsister des reliefs plats protégés de l'érosion, appelés localement « blocs pannonien ». Le plus important d'entre eux, le Haricsa-hegy, appartient aujourd'hui à la commune voisine de Kercaszomor.
Le lit de la Kerka, peu modifié depuis les régulations, conserve une relative naturalité, favorable à la biodiversité riveraine.

### Géologie et géomorphologie
Le sous-sol est essentiellement composé de couches d'argile. La perméabilité faible provoque un ruissellement rapide des eaux de pluie, ce qui explique l'hydrologie variable du ruisseau. Le paysage résulte de l'érosion différenciée sur les dépôts alluviaux anciens, offrant des alternances de vallées humides et de plateaux de graviers.

### Climat
Le climat est globalement subalpin avec une influence méditerranéenne perceptible. Les précipitations annuelles dépassent 200 mm, concentrées principalement sur la saison de végétation, avec un maximum en juillet et un minimum en janvier. Les hivers sont de plus en plus doux du fait du réchauffement climatique ; la neige y est devenue rare, remplacée par des brouillards givrants. Les amplitudes thermiques quotidiennes sont importantes en été, avec des brouillards matinaux fréquents.

### Aires faunistiques et floristiques
Les formations végétales les plus typiques de la vallée de la Kerka sont des prairies humides mésophiles, notamment des prés tourbeux acides et des prairies marécageuses.
Le sol est dominé par des terres forestières brunes pseudogleyisées, terres brunes à lessivage d'argiles, sols alluviaux de prairie, et sols forestiers humides – tous de nature acide et pauvres en calcaire.
Située dans le périmètre du Parc national de l'Őrség, la commune de Bajánsenye bénéficie d'un environnement naturel protégé, caractérisé par des paysages doucement vallonnés, des prairies humides et des forêts riveraines. L'ensemble forme un écosystème préservé typique de l'Őrség, riche en biodiversité et propice à la randonnée comme à l'observation de la faune et de la flore.
Autour du village s'étendent plusieurs collines appelées traditionnellement szőlőhegyek (« montagnes à vigne »), bien que la viticulture y ait toujours été de petite échelle, essentiellement destinée à la production familiale. Les cépages utilisés étaient principalement des variétés rustiques à production directe, donnant un vin acide consommé localement, notamment avec les plats de viande.
Parmi ces reliefs, le Kis-hegy conserve encore quelques parcelles en culture. Son registre viticole (hegykönyv) contient des entrées remontant au début du XIXe siècle, témoignant de la continuité des pratiques. Le Nagy-hegy (« Grande Colline »), partagé entre Bajánsenye et Kercaszomor, a conservé l'aspect traditionnel d'un terroir viticole, avec des haies, des terrasses et des cabanons. Chaque année, un arbre de mai y est dressé, et une stèle commémorative a été installée en 2005 en hommage aux anciens vignerons.
D'autres collines historiquement cultivées, telles que le domaine de Kotormány, le Kotormányi középhegység, ou encore le Berki Krisztián-hegy (bien qu'administrativement rattaché à Magyarföld), ont vu la quasi-disparition de la vigne. Les anciennes parcelles sont pour la plupart retournées à l'état forestier.
La commune abrite également deux étangs de pêche : le Robinson-tó, aménagé dans l'ancien bassin d'extraction d'une briqueterie, et un second plan d'eau plus vaste, formé par la retenue de la rivière Kerka et utilisé à des fins touristiques et récréatives.

## Histoire
La localité de Bajánsenye s'est formée progressivement à partir du regroupement de plusieurs villages historiques de l'Őrség, région frontalière au sud-ouest de la Hongrie. Elle est aujourd'hui l'héritière directe de quatre anciennes localités : Őrbajánháza, Senyeháza, Dávidháza et Kotormány, toutes mentionnées dès le XVe siècle.
En 1939, une première étape de fusion administrative a lieu : Kotormány est rattaché à Dávidháza, tandis qu'Őrbajánháza et Senyeháza sont réunies sous le nom de Bajánsenye. En 1950, Dávidháza – incluant déjà Kotormány – est à son tour intégrée à Bajánsenye, donnant à la localité son territoire actuel.
Kotormány, probablement le plus ancien des hameaux, est mentionné dès 1549 sous le nom de Könyeháza, renvoyant à la famille Könye d'origine turque. Au XIXe siècle, il comptait environ 140 habitants, majoritairement de confession évangélique ou réformée, dont une large part exerçait le métier de tisserand. Il était alors rattaché au comitat de Vas et relevait successivement de plusieurs districts, avant son rattachement à Dávidháza.
Dávidháza est signalée dès 1428 comme village de serfs appartenant à la famille Batthyány. En 1932, elle compte un peu plus de 200 habitants, pour la plupart de condition modeste, vivant de petites exploitations agricoles. Quelques artisans y exerçaient également : menuisiers, forgerons, cordonniers, meuniers et commerçants en vin. Une école y est ouverte en 1944. La fusion temporaire de la région du Muravidék à la Hongrie en 1941 a brièvement stimulé le trafic ferroviaire et routier à travers le village.
Senyeháza, implantée au bord de la Kerka, apparaît elle aussi dans les documents en 1428. À l'époque moderne, la population vivait de l'agriculture, mais la construction de la ligne de chemin de fer au début du XXe siècle y stimule l'essor industriel : un moulin, une scierie à vapeur et un établissement bancaire y sont créés entre 1906 et 1908. Le village, alors qualifié de commune noble ancienne, comptait près de 470 habitants en 1908, tous de langue hongroise.
Őrbajánháza, anciennement nommé Bajánháza jusqu'en 1907, est attesté lui aussi depuis le XVe siècle. Il fusionne avec Senyeháza en 1939 pour former l'actuelle Bajánsenye.
Après son agrandissement définitif en 1950, la localité se développe sur le plan des équipements : électrification en 1954, amélioration des installations scolaires en 1955, aménagement d'un nouveau lit pour la Kerka après des inondations en 1956. Une maison pour vétérinaire est construite en 1962.
À partir de 1966, Bajánsenye devient le siège du conseil local regroupant plusieurs villages environnants, dont Velemér, Gödörháza, Magyarszombatfa et Kercaszomor. Une nouvelle poste et un bâtiment administratif y sont construits. En 1975, un poste-frontière international est ouvert. La même année, la dissolution du district de Szentgotthárd entraîne son rattachement à celui de Körmend. En 1990, la société MOL commence l'exploration du gaz naturel, avec succès. En 1999, la gare ferroviaire est reconstruite sur l'axe Bajánsenye–Zalalövő.
Le village a connu deux pics démographiques, l'un en 1910 (1 157 habitants), l'autre en 1949 (1 140 habitants), avant de subir un déclin marqué. Le recensement de 2001 ne recensait plus que 545 habitants, une tendance attribuée à l'urbanisation du pays et à l'exode rural.

## Population

### Minorités culturelles et religieuses
Selon le recensement de 2011, la population de Bajánsenye se composait à 89,9 % de personnes se déclarant hongroises, 1 % allemandes et 0,4 % slovènes ; 10,1 % des habitants n'ont pas souhaité répondre. Du fait des identités multiples, le total peut dépasser 100 %. Sur le plan religieux, la commune comptait alors une majorité de fidèles de l'Église réformée (47,7 %), suivis des catholiques romains (30,8 %) et des luthériens (6,2 %). Près de 8,7 % des habitants se déclaraient sans appartenance religieuse, et 10,9 % n'ont pas répondu.
En 2022, la proportion de personnes se définissant comme hongroises s'élevait à 93,9 %, contre 2,8 % d'allemandes, 1 % de slovènes, 0,6 % de roms, 0,2 % d'arméniennes et 0,6 % d'autres origines non autochtones. 5,3 % de la population n'a pas déclaré d'appartenance ethnique. Sur le plan confessionnel, les réformés représentaient 40,7 % de la population, les catholiques romains 26,4 %, les luthériens 5,5 %, tandis que 2,6 % se déclaraient sans religion. Le taux de non-réponse était de 21,5 %.

## Équipements

### Réseaux extra-urbains

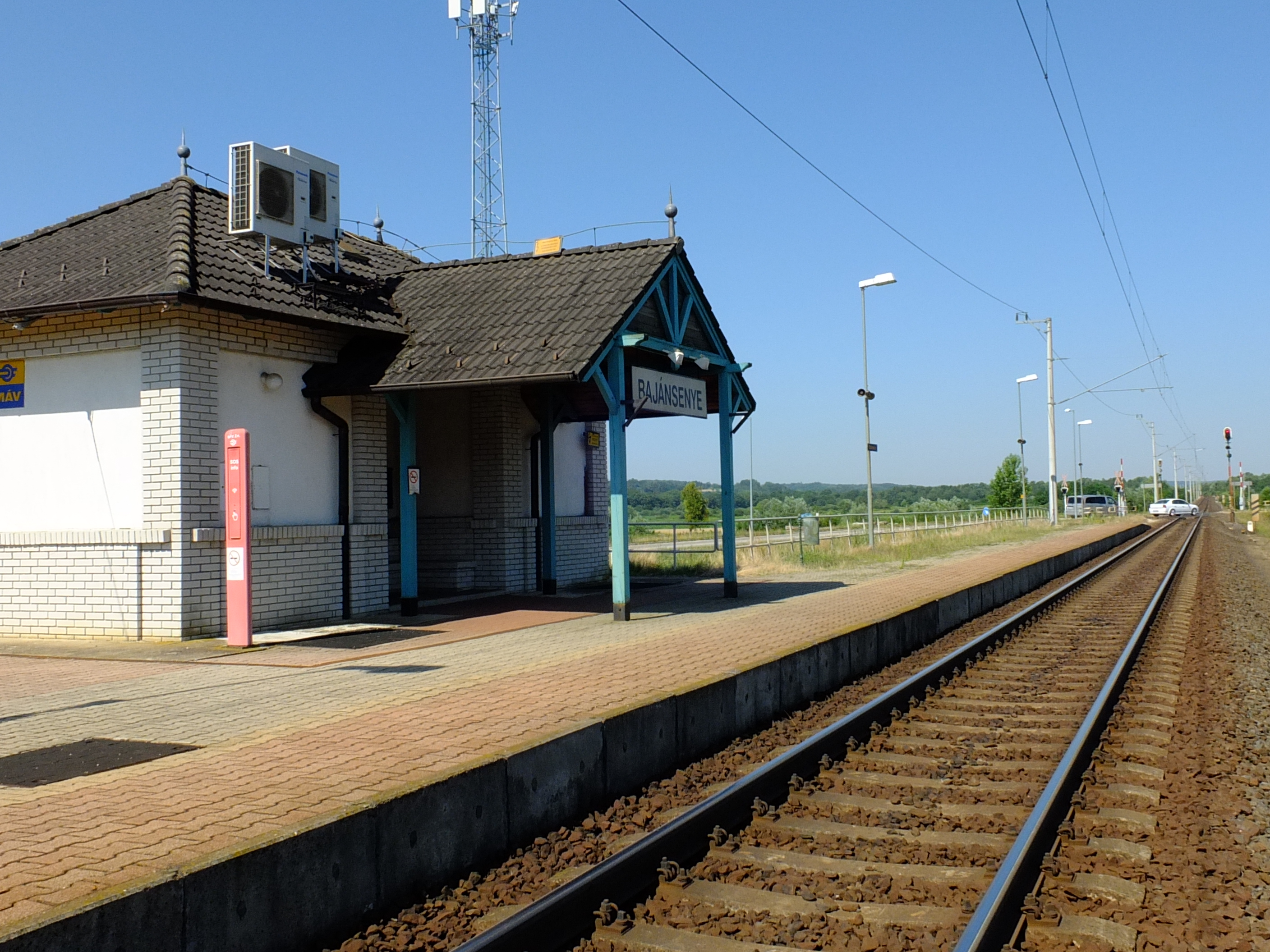
La gare de Bajánsenye.

La localité est traversée par la route 7451, qui la relie au reste de la région et à la route principale 8. Depuis Lenti, la route 7416 permet l’accès au village et conduit vers un poste-frontière avec la Slovénie, situé à l’extrémité occidentale de la commune.
Bajánsenye est accessible par la ligne ferroviaire Bajánsenye–Zalaegerszeg–Ukk–Boba. En 2000, une liaison ferroviaire internationale hongro-slovène a été inaugurée dans le cadre du corridor paneuropéen V. La première halte hongroise sur ce tracé est Bajánsenye, autrefois connue sous le nom de Dávidháza–Kotormány.

## Patrimoine local
Le principal édifice religieux de Bajánsenye est l'église réformée, à laquelle est associé un tilleul commémoratif planté dans le jardin de l'église de Senyeháza après la mort de Lajos Kossuth. Son nom gravé dans le jeune tronc s'est progressivement élargi avec le temps ; chaque mois de mars, une cérémonie d'hommage y a lieu. La localité abrite également une église catholique.
Parmi les monuments notables, on peut citer le buste en bronze de saint Étienne, sculpté par Attila Kopriva. L'œuvre présente le souverain hongrois dans un style solennel et symétrique, tenant une lance en forme de croix, posée sur un piédestal en marbre à géométrie complexe.
Le village conserve également plusieurs exemples d'architecture vernaculaire, notamment une maison d'habitation et son étable attenante du XIXe siècle, classées comme monuments historiques.
Le parc commémoratif du Millénaire (Millenniumi Emlékpark) constitue un autre lieu de mémoire important de la commune.

## Jumelages
| Ville | Ville | Pays | Pays     |
| ----- | ----- | ---- | -------- |
|       | Hodos |      | Slovénie |

## Personnalités liées à la localité
La commune est le lieu de naissance de György Nemesnépi Zakál (1768–1836), personnalité marquante de l'histoire de l'Őrség. Officier responsable de la région (dénommé « őrnagy »), il est considéré comme le premier descripteur scientifique de l'Őrség. Il joua également un rôle central dans l'organisation de la vie religieuse locale en fondant la paroisse réformée de Senyeháza ainsi que son école. Son ouvrage majeur, intitulé Eőrséghnek Leírása (« Description de l'Őrség »), est conservé par l'Académie hongroise des sciences.